# 西禅寺
西禅寺，又称清禅寺、延寿寺、长庆寺，位于福州市鼓樓區怡山山麓，汉族地区佛教全国重点寺院之一，福州市文物保护单位。
该寺前身为道教王霸修道的场地，唐朝咸通八年（867年）改建佛寺。初名清禅寺，后改称延寿寺，长兴年间，王延钧奏请敕赐长庆寺。之后改为西禅寺。该寺建筑中轴线分别为天王殿、大雄宝殿、法堂、藏经阁、玉佛楼、观音阁以及客堂、禅堂、方丈室等。寺内还藏有《塔内真身记》石碑、唐慧稜禅师塔、唐七星井、弘一法师放生池碑，还有雪庵禅师朱底金字百寿屏、寺僧刺血书《法华经》、《楞严经》等。此外西禅寺的荔枝诗会，也是非常著名。西禪寺在福州當地以及東南亞擁有許多下院，包括了福州的開化寺、護國寺、觀音閣、萬壽頭陀寺，新加坡的雙林寺，馬來西亞的雙慶寺，越南的南普陀寺（舍利院）等，這些下院有西禪寺派出僧侶入駐參與管理。